# Mercedes-Benz X-Клас

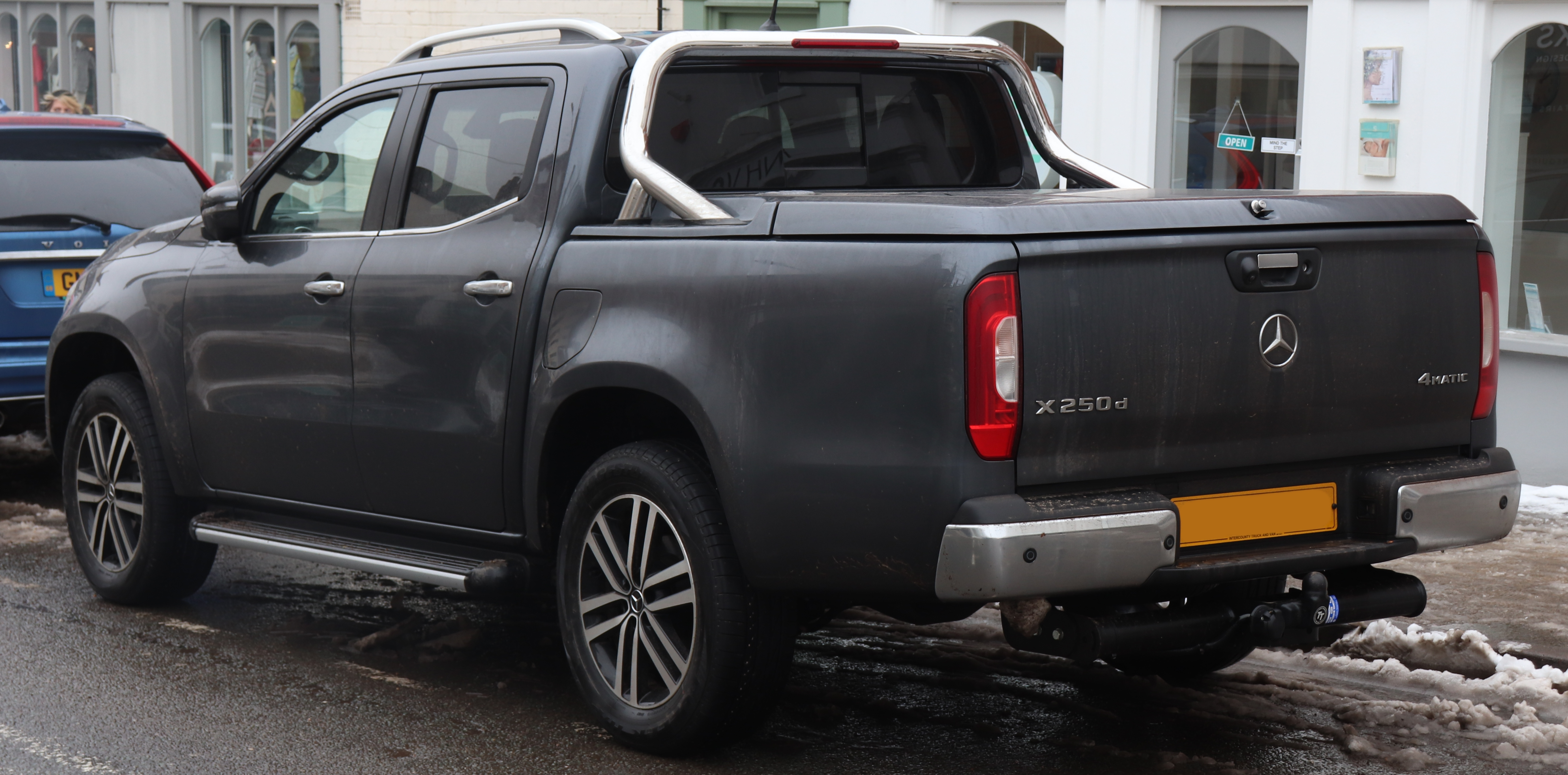
Mercedes-Benz X250d

Mercedes-Benz X-Клас (заводський індекс W470) — рамний пікап, представлений німецькою компанією Mercedes-Benz, підрозділом німецької компанії Daimler AG в 2017 році. В кінці 2017 року автомобіль почав продаватись на ринку. Він поділяє платформу та двигуни Nissan Navara та Renault Alaskan.

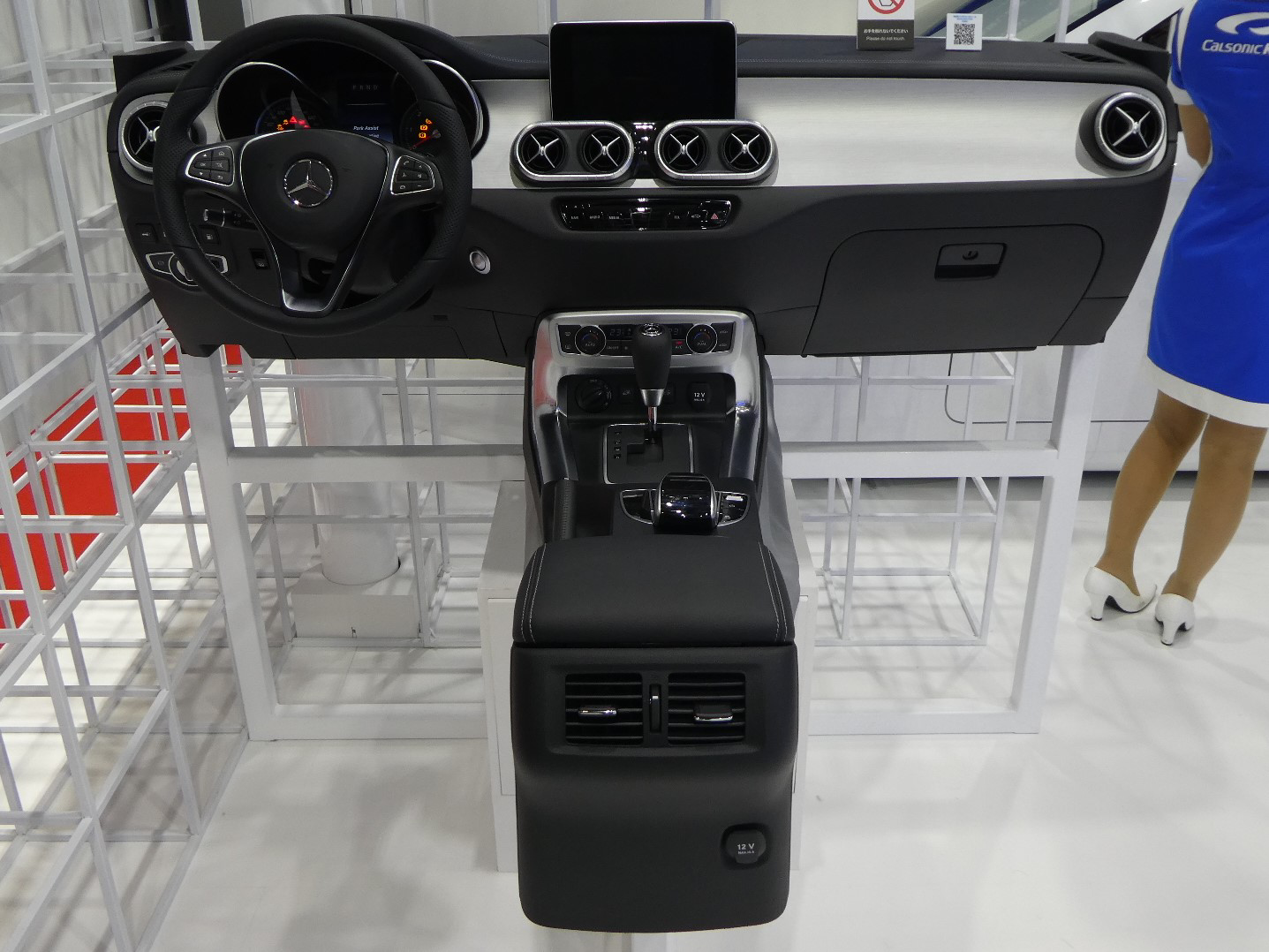

Mercedes-Benz X-Клас виготовляється на заводі в Іспанії (Барселона) та в Аргентині (Кордоба).
Для європейського ринку пропонується турбодизель 2,3 л у двох версіях OM 699 потужністю 160 к.с. (403 Нм) або OM 699 потужністю 190 к.с. (450 Нм). У 2018 році автомобіль отримає бензиновий турбодвигун 2,0 л І4 M274 потужністю 166 к.с. та турбодизель 3,0 л V6 OM 642 потужністю 258 к.с. обоє виробництва Mercedes-Benz.
Автомобіль оснащений системою постійного повного приводу 4Matic з блокуванням міжосьового диференціалу та може буксирувати причіп масою до 3.5 тонн.

### Двигуни
Бензиновий
- X200 2.0 л M274 I4 166 к.с.

Дизельні
- X220d 2,3 л OM699 I4 160 к.с. (403 Нм)
- X250d 2,3 л OM699 I4 190 к.с. (450 Нм)
- X350d 3,0 л OM642 V6 258 к.с. (550 Нм)